# Delmont (Dakota Południowa)
Delmont – miasto w Stanach Zjednoczonych, w stanie Dakota Południowa, w hrabstwie Douglas.